# Стрелковый спорт

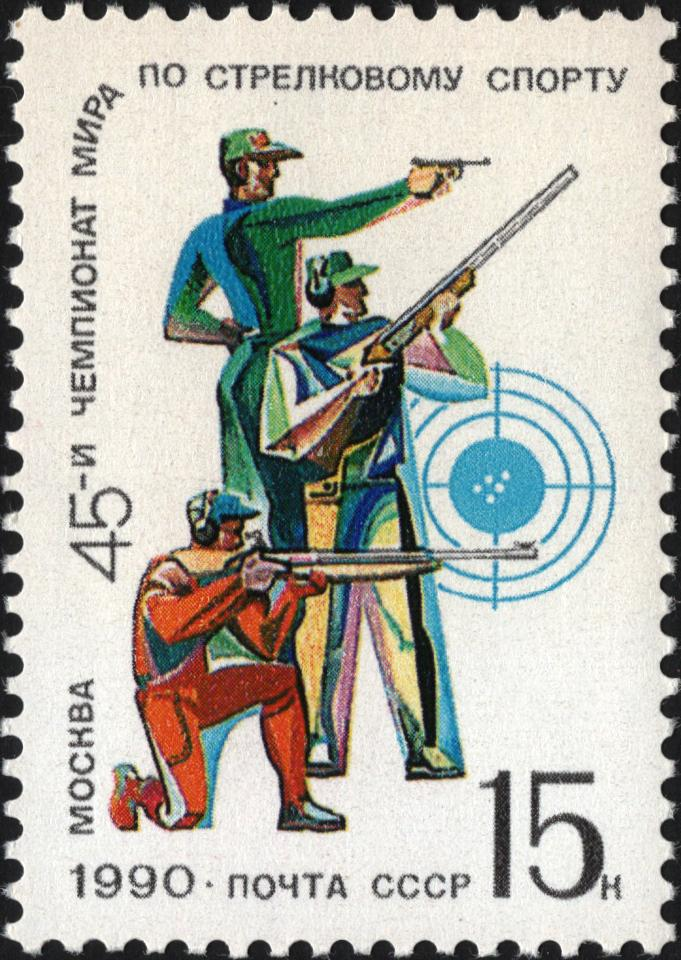
Советская марка, посвящённая 45-му чемпионату мира по стрелковому спорту. Почта СССР. 1990 год

Стрелко́вый спорт — вид спорта, в котором участники соревнуются в стрельбе из огнестрельного и пневматического оружия.
Стрелковый спорт подразделяется на пулевую стрельбу, где стрельба ведётся из нарезного оружия в тире по мишеням, и стендовую стрельбу, где участники стреляют из гладкоствольного оружия по специальным летящим мишеням-«тарелочкам» на открытых стрельбищах. В РФ с 2004 года в качестве отдельного вида стрелкового спорта также выделяют практическую стрельбу (пистолет, гладкоствольное ружьё, карабин). Также выделяют виды высокоточной стрельбы: бенчрест, варминтинг и снайпинг.
Как пулевая, так и стендовая стрельба входят в программу Олимпийских игр и являются одними из старейших олимпийских дисциплин. Впервые медали в стрельбе были разыграны на I Олимпийских играх в Афинах в 1896 году. С 1984 года соревнования мужчин и женщин проводятся раздельно.
Соревнования в стрелковом спорте проводятся под эгидой Международной федерации спортивной стрельбы (ISSF), в практической стрельбе — под эгидой Международной конфедерации практической стрельбы (IPSC).
Есть также стрельба из лука и стрельба из арбалета, первая входит в программу Олимпийских игр.

## История

### Стрелковый спорт в России и СССР
Первыми стрелковыми соревнованиями в Российской империи принято считать соревнования, проведённые 25 мая 1898 года в Хабаровске на гарнизонном полигоне как народные состязания из винтовок Бердана, состоящих на вооружении армии и розданных местному населению для самозащиты от дикого зверя, наносящему убыток крестьянскому хозяйству. Они положили начало ежегодным первенствам и чемпионатам России и регулярным «призовым соревнованиям» в армии.
В годы советской власти в стране начала развёртываться широкая сеть всевозможных стрелковых кружков и секций. Стрелковый спорт, имеющий большое прикладное значение, стал предметом внимания властей и различных общественных и ведомственных организаций. Большую роль в развитии стрелкового спорта в СССР сыграло спортивное общество «Динамо» и добровольное общество Осоавиахим. Начало первенствам страны после революции было положено в 1923 году. В Новогиреево был проведён первый чемпионат СССР. В нём приняли участие 80 стрелков. 19 декабря 1932 года Центральный совет Осоавиахим учредил значок «Ворошиловский стрелок» I и II ступеней.
С 1950 года советские стрелки начали принимать участие в международных соревнованиях. В 1952 году состоялся дебют на XV Олимпийских играх в Хельсинки.

## Виды стрелкового спорта

### Практическая стрельба
Практическая стрельба — вид стрелкового спорта, зародившийся в Калифорнии в начале 1950-х годов.
За несколько лет этот вид спорта распространился на другие континенты, и в мае 1976 года на Международной конференции по пистолетному спорту, состоявшейся в Колумбии (Миссури), была официально основана Международная конфедерация практической стрельбы (англ. International Practical Shooting Confederation, IPSC).
В качестве основных принципов практической стрельбы Международной конфедерацией практической стрельбы были установлены точность, мощность и скорость, а её главная задача — поднять общую культуру обращения с оружием, обеспечив безопасное и квалифицированное использование огнестрельного оружия добропорядочными гражданами.
Появление конфедерации привело к развитию международных состязаний по практической стрельбе, высшее достижение в которых — стать чемпионом мира IPSC.

### Высокоточная стрельба

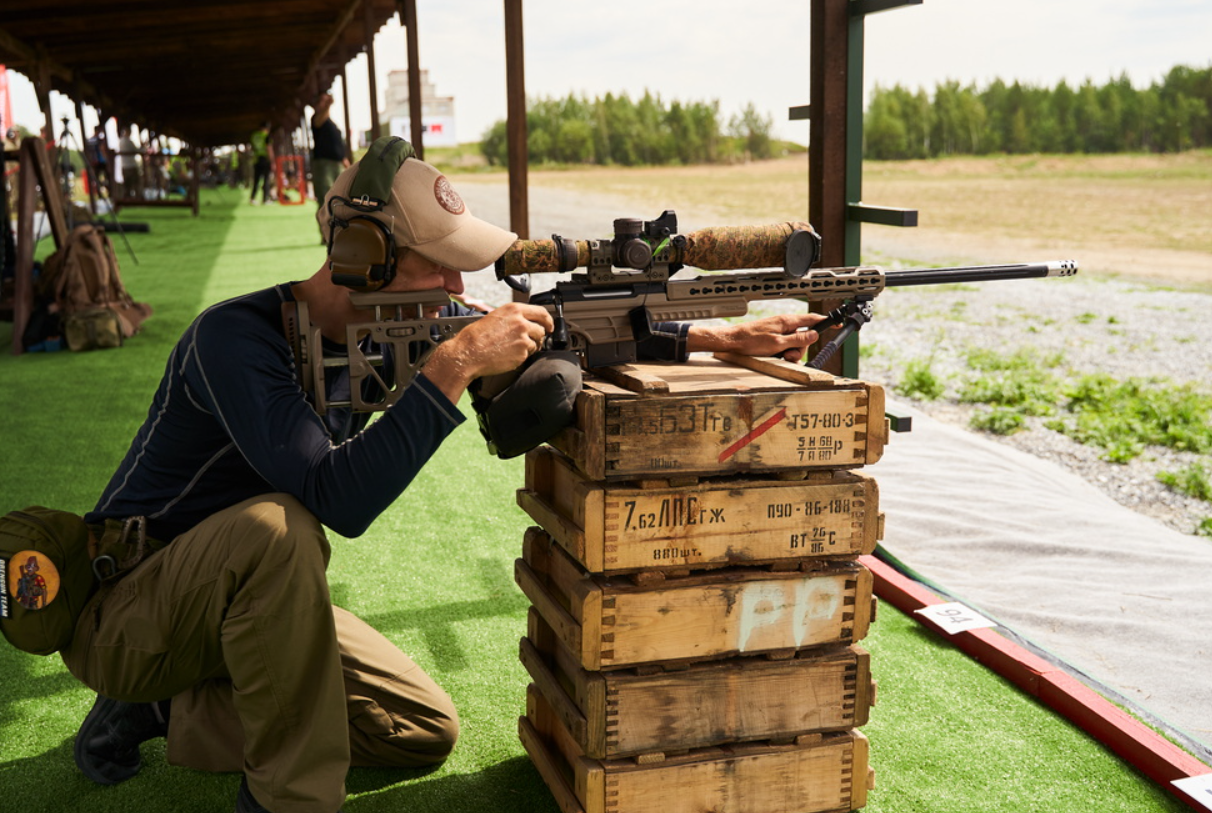
Стрелок на Евроазиатском чемпионате по снайпингу

Высокоточная стрельба — вид стрелкового спорта, ориентированный на снайперское поражение мишеней.
Высокоточная стрельба включает в себя ряд спортивных дисциплин, таких как:
- Снайпинг — соревнования с дистанциями стрельбы от 50 до 1500 м с применением мишеней небольшого размера;
- Ф-класс — стрельба по мишеням на очки на дистанциях 300, 500, 600, 800, 900, 1000 ярдов (274.3, 457.2, 548.6, 731.5, 822.9, 914.4 метров);
- Варминтинг — разновидность высокоточной стрельбы и спортивной охоты, стрельба на дальних и сверхдальних дистанциях, в основном по грызунам или искусственным мишеням, имитирующим силуэт грызунов (сурков);
- Бенчрест — стрельба со специального станка на коротких либо дальних и сверхдальних дистанциях, превышающим 1200 метров, основная цель — сделать серию из пяти или десяти выстрелов;
- Силуэтная стрельба — стрельба по металлическим силуэтам, представляющим собой различные стилизованные фигуры животных;
- Лонг рендж[англ.] — стрельба на сверхдальние дистанции.

В 2014 году была зарегистрирована Федерация высокоточной стрельбы России. Ещё одна организация, проводящая соревнования по высокоточной стрельбе — ассоциация тактической стрельбы «Росснайпинг» — в 2017.
На Западе соревнования по отдельным дисциплинам, относимым в РФ к высокоточной стрельбе курируются не единой, а разными организациями национального и международного уровня.

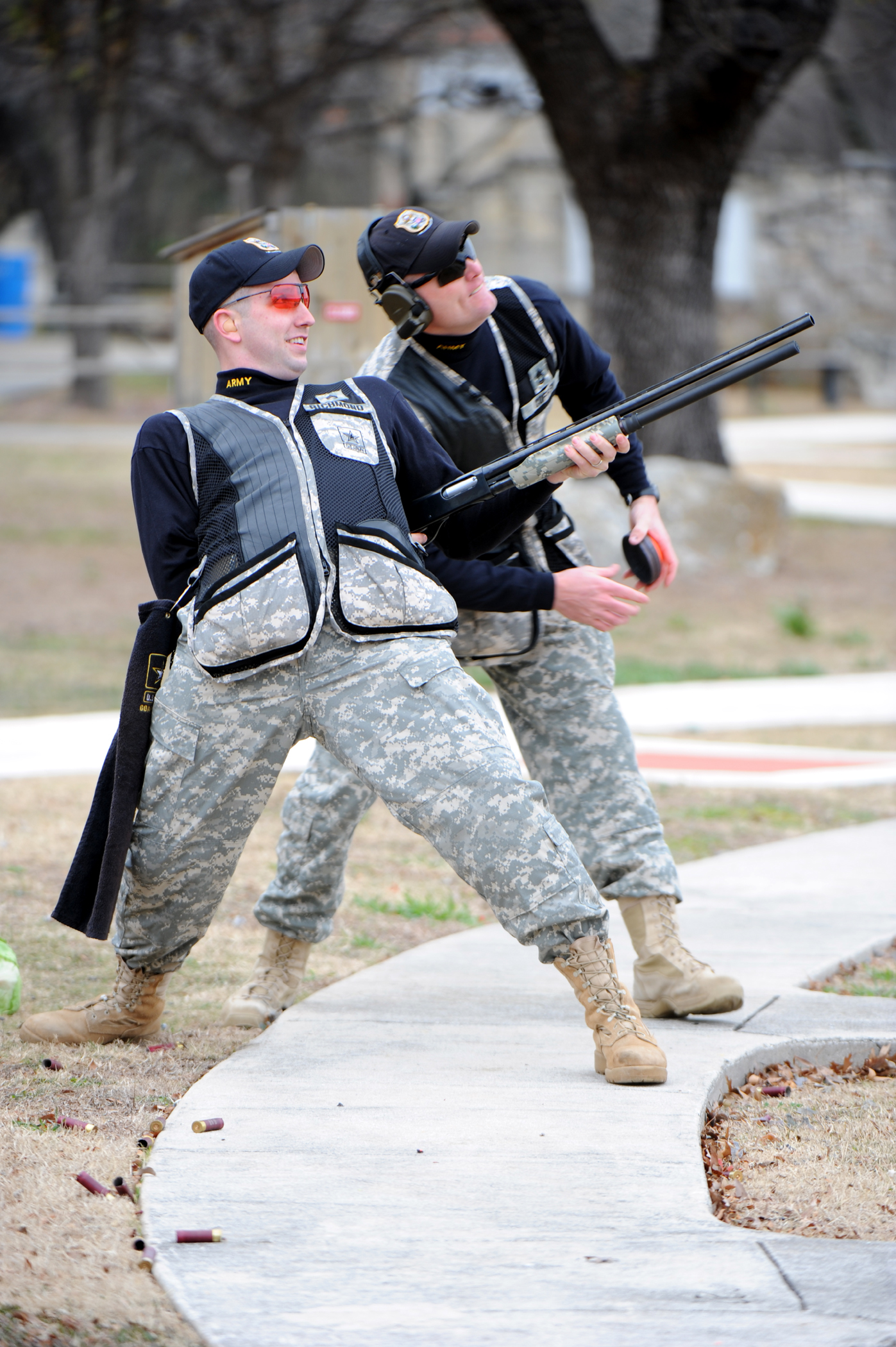
Стендовая стрельба с хватом оружия из-за спины